# Fiodor Orlov
Pour les articles homonymes, voir Orlov.
Le comte Fiodor Grigorievitch Orlov (orthographié en français Orloff avant 1960 ; 1741-1796) (en russe : Фёдор Григорьевич Орлов) est un aristocrate russe favori de Catherine II de Russie, et frère des comtes Alexis et Grigori Orlov. Il était général-en-chef et haut-procureur du sénat.

## Biographie
Fiodor Orlov est le fils de Grigori Ivanovitch Orlov (1685-1746), gouverneur de Novgorod. Il est élevé avec ses frères au corps des cadets de la noblesse et participe dans sa jeunesse à la guerre de Sept Ans, faisant preuve d'un grand courage. Il prend parti en 1762 pour la grande-duchesse Catherine, future impératrice, et favorise le coup d'État, comme ses frères. Il est nommé capitaine au régiment de la Garde impériale Sémionovsky et élevé au titre de comte, le jour du couronnement de la Grande Catherine. Il prend la fonction de Kammerherr à la cour. Il est nommé le 20 août 1763 procureur au sénat, puis haut-procureur avec croix de Saint-Alexandre-Nevski. En 1767, il est chargé d'organiser en qualité de député de la noblesse, l'administration de la province, ou gouvernement d'Orel. Une commission est créée, divisée en trois, pour la noblesse, le tiers-état et la paysannerie libre ou serve.
Le comte reprend du service pendant la première guerre russo-turque et en 1770 fait partie de l'expédition de l'escadre de Grigori Spiridov, épisode intitulé par les historiens la révolution d'Orloff. Il s'illustre à la bataille de Tchesmé sur son navire le Saint-Eustache et sauve une partie de l'équipage. Il est nommé ensuite lieutenant-général avec épée et brillants et reçoit l'ordre de Saint-Georges le 22 septembre 1770 de deuxième classe. 
Il retourne à Saint-Pétersbourg en janvier 1772 et il est nommé général-en-chef le jour de la signature du traité de paix, puis retourne à la vie civile.
Le comte demeure plutôt à Moscou après 1775 et prend soin de ses sept enfants (cinq fils et deux filles) nés hors mariage.